# Wapen van Lichtenvoorde

Wapen van Lichtenvoorde

Het Wapen van Lichtenvoorde toont een gedeeld schild. Het eerste van keel beladen met een van goud gewapende en van goud gekroonde leeuw van zilver. Het tweede deel van goud, beladen met een (heraldische) burcht van keel, het schild omgeven door het randschrift "Gemeentebestuur van Lichtenvoorde".

## Geschiedenis
Toen in 1871 het jubileum werd gevierd van Willem III werd een grote zwerfkei naar Lichtenvoorde gesleept en daar als "koningssteen" geplaatst. Op de steen werd een liggende leeuw geplaatst, men had aan de koning verzocht deze leeuw als wapen van Lichtenvoorde te gaan voeren. Aan dit voornemen werd geen gevolg gegeven. Pas in 1890 werd serieus een poging ondernomen een wapen voor Lichtenvoorde aan te vragen. Er was immers geen wapen bekend van Lichtenvoorde. Hoewel op de Gedenkzuyl der VII verëenigde Nederlanden een wapen afgebeeld staat waarop een kruis en gekantonneerd van boven en onder met een vijfpuntige ster. De kleuren van dit wapen zijn onbekend. Het verzoek ging uiteindelijk naar de Hoge Raad van Adel die daarop verzocht om historische bijzonderheden van Lichtenvoorde om op basis van de gegevens tot een ontwerp te kunnen komen. Advies werd ingewonnen bij J.W. Staats Evers, auteur van het boek "Gelderlands voormalige steden". Allerlei voorwerpen kwamen op de ontwerptafel, van hammen, worsten, de heiligen Crispinus en Crispinianus (patroon van schoenmakers) tot en met Johannes de Doper het schutspatroon van Lichtenvoorde. Uiteindelijk bleek de wapenschilder J.M. Lion goed op de hoogte van de historie van Lichtenvoorde. Hij wist van Gijsbert IV van Bronckhorst als bouwer van de burcht waardoor het wapen van Bronckhorst als hartschild zou kunnen dienen op een schild met de burcht van Lichtenvoorde. In de eerste helft van de 14e eeuw behoorde Lichtenvoorde tot de bezittingen van de Heren van Bronckhorst. Na veel ontwerpen en verhitte discussies over hoe die burcht er dan precies zou moeten uitzien, heeft men uiteindelijk (volgens wens van de minister) voor een eenvoudig en sierlijk ontwerp gekozen. Men laat het bij een heraldische toren in combinatie met de leeuw van Bronckhorst. In 1891 krijgt Lichtenvoorde dan bij koninklijk besluit haar wapen. Nadat de gemeente werd opgeheven werd de Lichtenvoordse burcht overgenomen op het wapen van Oost Gelre.

## Afbeeldingen

Wapen van Bronckhorst
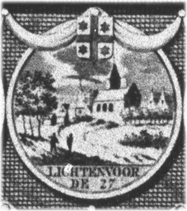
Wapen volgens de Gedenkzuyl
Vlag van circa 1970

## Bron
- Gemeentewapens, Jaarboek Achterhoek en Liemers 1982. Oudheidkundige vereniging "De Graafschap" Uitgave Walburg pers.

Aalst · 
Ammerzoden · 
Angerlo · 
Appeltern · 
Batenburg · 
Beesd · 
Beltrum · 
Bemmel · 
Bergharen · 
Bergh · 
Beusichem · 
Borculo · 
Brakel · 
Buurmalsen · 
Deil · 
Didam · 
Dinxperlo · 
Dodewaard ·
Doornspijk ·
Dreumel ·
Driel ·
Echteld ·
Eibergen ·
Elst ·
Est en Opijnen ·
Everdingen ·
Ewijk ·
Gameren ·
Geesteren · 
Geldermalsen · 
Gendringen · 
Gendt ·
Groenlo ·
Groesbeek ·  
Haaften ·
Hedel ·
's-Heerenberg ·
Heerewaarden ·
Hemmen ·
Hengelo ·
Herwen en Aerdt ·
Herwijnen ·
Heteren ·
Heukelum ·
Hoevelaken ·
Horssen ·
Huissen ·
Hummelo en Keppel ·
Hurwenen  ·
Kerkwijk ·
Keppel ·
Kesteren ·
Laren · 
Lichtenvoorde ·
Lienden ·
Lingewaal · 
Maurik ·
Millingen aan de Rijn ·
Nederhemert ·
Neede ·
Neerijnen ·
Netterden ·
Niftrik ·
Nijbroek ·
Ophemert ·
Overasselt ·
Pannerden ·
Poederoijen · 
Renkum ·
Rijnwaarden ·
Rossum ·
Ruurlo ·
Steenderen ·
Terborg ·
Twello ·
Ubbergen ·
Valburg ·
Varik ·
Vorden ·
Vuren ·
Waardenburg ·
Wadenoijen ·
Wamel ·
Wehl ·   
Warnsveld ·
Wisch ·
Zeddam ·
Zelhem ·
Zoelen ·
Zuilichem 

Dorps-, heerlijkheids- en stadswapens: 

Acquoy 
· Baak 
· Barlham 
· Bredevoort 
· Doreweerd 
· Elden
· Enspijk 
· Gellicum 
· Groessen 
· Hakfort 
· Hellouw 
· IJzendoorn 
· Kell  
· Lede en Oudewaard 
· Lichtenberg 
· Loil 
· Maasbommel 
· Meijnerswijk 
· Meteren 
· Middagten 
· Rhenoy 
. Rumpt
· Tricht 
· Verwolde 
· Wildenborch